# Българска федерация по таекуондо - стил WT
Българската федерация по таекуондо олимпийски стил (WT), официално Българска федерация по таекуондо стил ВТ (БФТ), е член на Световната федерация и Световната централа по олимпийско таекуондо. Регистрирана е с ЕИК №121565235 по фирмено дело 18738/1994 110, а с Лиценз №73 на ММС е добила правоспособността си на лицензирана спортна федерация.

## Таекуондо
Таекуондо е корейско бойно изкуство. Негов създател е генерал Чой Хонг Хи. Официалната дата, на която е признато възникването на таекуондо, е 11 април 1955 г.
Названието „таекуондо“ е съставено от 3 корейски думи:
- „Тае“ (태) – означава крак, изпълнение на удари с крака или в скок;
- „Куон“ (권) – ръка, нанасяне на удари с ръка, чупене с ръка;
- „До“ (도) – път, степен.

## История
През 1989 г. официално се създава Българската федерация по таекуондо стил ВТ, като неин председател е Валерий Найденов, като от 1990 г. е член на Световната федерация по олимпийско таекуондо.
Според чл. 6, ал. 1 от Устава на БФТ: Федерацията обединява усилията на своите членове с цел:
1. подобряване на здравето и физическото възпитание на нацията, чрез системни занимания с физически упражнения;
2. издигане спортния престиж на нацията;
3. изучаване, развитие и популяризиране на физическото възпитания и спорта таекуондо в България, с особен фокус върху подрастващото поколение и младежта, насърчаване на приятелските взаимоотношения между членовете, състезатели, треньори и други длъжностни лица;
4. откриване и подпомагане на спортни таланти и подготовка наинструкторски и съдийски кадри в съответствие с Правилника на Световната федерация по таекуондо;
5. защита на моралните и етични основи и принципи на спорта, правата, човешкото достойнство, здравето и сигурността на спортистите;
6. борба срещу употребата на допинг и насилието в спорта;
7. подпомагане на спортната медицина и спортната наука;
8. усъвършенстване на нормативната уредба в областта нафизическото възпитание и спорта;
9. по-ефикасно провеждане на държавната и регионална политика в областта на физическото възпитание и спорта.[1]

От 20 май 2021 г. председател на БФТ е Слави Бинев, а членове на Управителния съвет са:
- Слави Бинев,
- Христо Георгиев,
- Сокол Янков,
- Пламен Велев,
- Петър Палазов,
- Димитър Михайлов,
- ас. д-р Димитър Аврамов,
- Виолета Иванова,
- Александър Минев.[2]

## Отбори
Отборите по таекуондо към БФТ са три:
- Национален отбор по таекуондо – Спаринг;
- Национален отбор по таекуондо – Пумсе;
- Национален демонстративен отбор.

Националния демонстративен отбор на БФТ спечели „Златен бутон“ в седмия сезон на България търси талант.